# 尤迪滕教堂

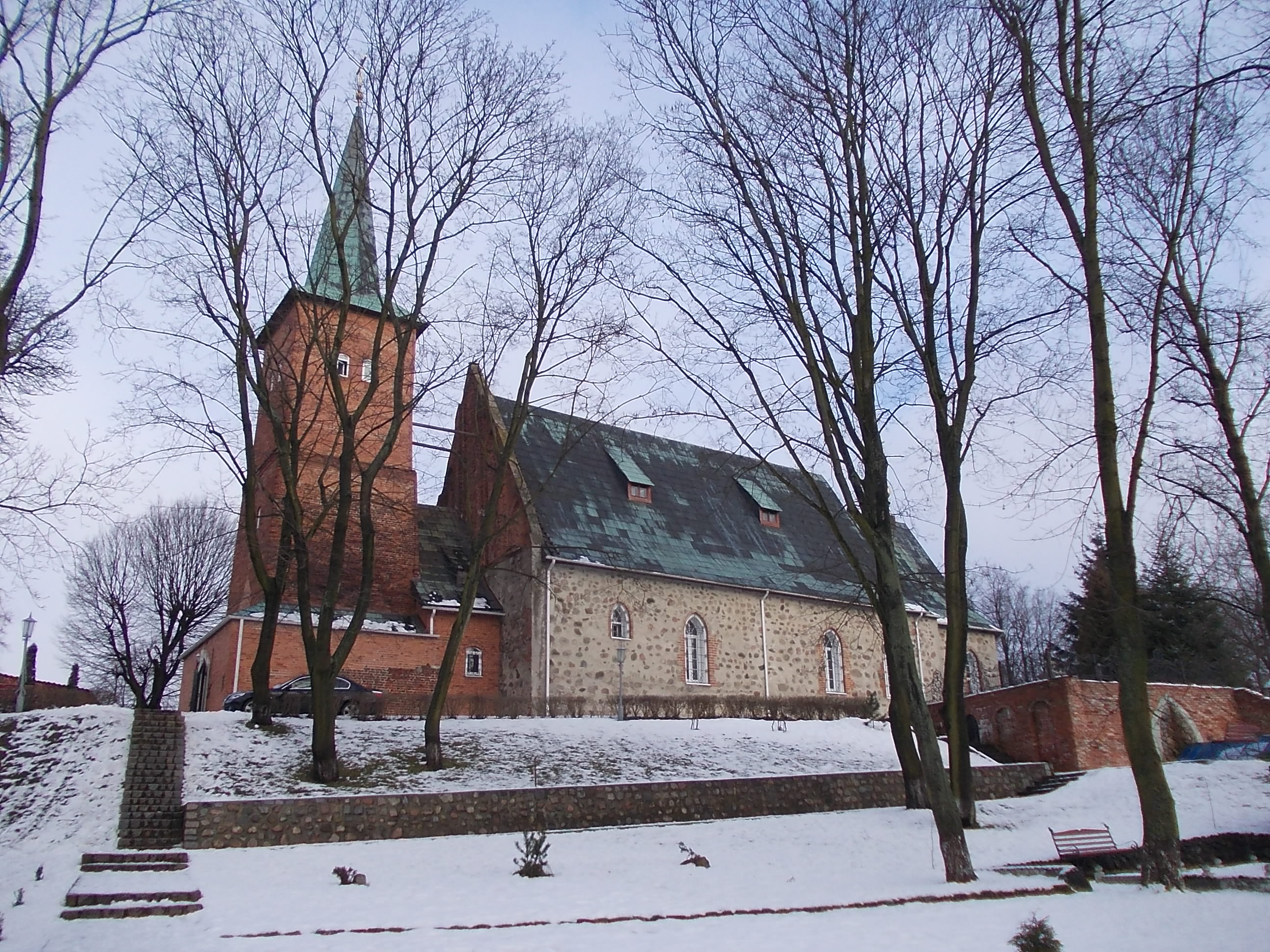
尤迪滕教堂

尤迪滕教堂（德語：Juditter Kirche）是位於俄羅斯城市加里寧格勒的一座俄羅斯正教會的教堂。這座教堂最初是羅馬天主教教堂，後成為新教教堂。尤迪滕教堂也是加里寧格勒歷史最古老的建築 。